# Tarachidia minuta
Tarachidia minuta är en fjärilsart som beskrevs av Adrian Hardy Haworth 1809. Tarachidia minuta ingår i släktet Tarachidia och familjen nattflyn. Inga underarter finns listade i Catalogue of Life.